# دبليو. تشان كيم
دبليو. تشان كيم (هانغل: 김위찬) هو اقتصادي كوري الجنوبي، ولد في 1951 في جينجو في كوريا الجنوبية.

## وصلات خارجية
- دبليو. تشان كيم على موقع ميوزك برينز (الإنجليزية)